# ヴァカ・ムエルタ隕石
ヴァカ・ムエルタ隕石（ヴァカ・ムエルタいんせき、Vaca Muerta meteorite）は1861年に、チリで発見された石鉄隕石である。比較的珍しいメソシデライト(Mesosiderite)に分類される隕石であり、3,782kgが発見されておりこれまで発見された石鉄隕石としては最も大きなものである。
1861年にタルタルの南東のアタカマ砂漠で鉱山関係者が発見した。銀鉱石だと間違えられたが隕石であることが確認された。その後11.5km×2.1kmの地域などで数百の隕石破片が発見されている。